# The Exorcism of God
The Exorcism of God (literalment L'exorcisme de Déu) és una pel·lícula de terror i suspens del 2022, coproduïda entre Veneçuela, Estats Units i Mèxic, dirigida per Alejandro Hidalgo i escrita per Santiago Fernández Calvete i Alejandro Hidalgo.

## Sinopsi
El pare Peter Williams (Will Beinbrink), un exorcista estatunidenc, és posseït pel dimoni que intentava expulsar d'una jove, i es veu obligat, contra la seva voluntat, a cometre el més terrible sacrilegi. Divuit anys després, tractant de mantenir la seva culpa enterrada sota els treballs de caritat en favor dels pobres en un petit poble de Mèxic, en Peter descobreix que el dimoni ha tornat.
Aquest cop el dimoni ha posseït una jove que es diu Esperanza (María Gabriela de Faría), i, a més a més, també produeix una malaltia mortal entre els nois del poble. Tot i així, el seu objectiu és posseir l'ànima d'en Peter.
Per exorcitzar l'Esperanza, en Peter ha de confessar el seu pecat, però si ho fa, es condemnarà no només a un destí d'excomunicació, sinó a sacrificar la seva fe, la seva llar, la seva ànima i la possibilitat de salvar les persones que més estima.

## Repartiment
- Will Beinbrink: Pare Peter Williams
- María Gabriela de Faría: Esperanza
- Irán Castillo: Magaly
- Joseph Marcell: Pare Michael Lewis
- Evelia Di Gennaro: Germana Camila
- Hector Kotsifakis: Dr. Nelson
- Juan Ignacio Aranda: Bisbe Balducci
- Raquel Rojas: Silvia
- Alfredo Herrera: Jesucrist posseït
- Eloísa Mataren: Verge posseïda
- Christian Rummel i Johanna Winkel: Balban (veu d'home i de dona respectivament)